# Johann Theodor Herold
Johann Theodor Herold (* um 1660; † 26. November 1720 in Mainz) war ein deutscher Lautenist und Komponist der Barockzeit. Herold war zudem Kapellmeister in Mainz.

## Leben
Herold, ein Lautenvirtuose, war ab 1680 als Kanzlist am Bamberger Hof angestellt und folgte Lothar Franz von Schönborn 1694 nach Mainz. In der Verwaltungslaufbahn stieg er bis zum Hofgerichtssekretär auf.
Am 29. Oktober 1696 wurde Herold von Lothar Franz von Schönborn zum Kammerdiener und Hofkapellmeister in Mainz ernannt. 1702 widmete er die aus drei Suiten mit 27 Nummern bestehende Lautentabulatur Harmonia quadripartita (in neufranzösischer Tabulatur) dem römisch-deutschen König Joseph I. Die anlässlich der Eroberung Landaus im September 1702 verfasste Cantata qua victoria et reditus del gran filio d’augusto wird ihm zugeschrieben. Herold starb 1720 in Mainz.
Eine vom Vater ausgebildete Tochter Herolds war ebenfalls Lautenistin am Mainzer Hof.

## Werke
- Harmonia quadripartita (1702)[2]
- Cantata qua victoria et reditus del gran filio d’augusto. Sinfonia (1702; zugeschrieben)[2]